# Tatort: Die große Angst
Die große Angst ist ein Fernsehfilm aus der Krimireihe Tatort. Der vom SWR produzierte Beitrag ist die 1297. Tatort-Episode und wurde am 23. März 2025 im SRF, im ORF und im Ersten ausgestrahlt. Die Freiburger Ermittlerin Franziska Tobler ermittelt ihren 14. Fall, ihr Kollege Friedemann Berg seinen 13.

## Handlung
Sven Kucher und seine hochschwangere Frau Nina fahren bei großer Hitze mit der Schauinslandbahn vom Gipfel ins Tal. Als ein Fahrgast sich trotz der stickigen Luft der Öffnung eines Fensters widersetzt, rastet Nina plötzlich aus und versucht, ein anderes Fenster mit dem Nothammer zu zerschlagen. Es kommt zu einem Handgemenge zwischen Nina, Sven und dem Mann. Dabei wird der Fahrgast tödlich verletzt. An der Talstation bringt Sven seine Frau schnell ins Freiburger Krankenhaus zu Dr. Erdem, wo Sven als Pfleger arbeitet. Der Fahrgast bleibt tot in der Gondel zurück. Die Kommissare Tobler und Berg ermitteln.
Sven drängt auf einen schnellen Aufbruch und will Nina nicht im Krankenhaus lassen. Das Paar hat große Angst vor einer hohen Strafe und dem Entzug ihres erwarteten Kindes, weshalb sie nicht mit den Behörden kooperieren wollen. Auf der Flucht vor der Polizei wollen Sven und Nina sich in Dr. Erdems Berghütte verstecken. Sie verirren sich jedoch im Wald und übernachten in einem Hochsitz. Die Polizei erfährt, dass Nina an einem Gehirntumor leidet, der zu aggressivem Verhalten führen kann. Dieser kann erst nach der Geburt ihres Kindes operiert werden.
Als der achtjährige Leo mit seinem Fahrrad in dem Waldgebiet vermisst wird, alarmiert die Polizei das SEK und intensiviert die Fahndung. Durch ein zufälliges Aufeinandertreffen mit Nina erschrickt Leo, stürzt mit dem Fahrrad und verletzt sich schwer. Nina entschließt sich Erste Hilfe zu leisten und alarmiert den Notarzt, lässt den Jungen jedoch im Stich. Nachdem Sven eine Anwältin einschalten konnte, trifft er wieder auf Nina. Sie schaffen es, unbemerkt die Berghütte zu erreichen, wo sie Dr. Erdem hereinlässt.
Zwischen Tobler und Berg eskaliert unterdessen ein Konflikt: Berg sieht in Nina Kucher eine gefährliche Person, während Tobler in ihr eine ungefährliche, unbewaffnete, hochschwangere Kranke sieht. Als Berg dies mit Toblers Kinderlosigkeit in Verbindung bringt, ohrfeigt sie ihn, entschuldigt sich aber sogleich.
Durch eine chaotische Informationsveranstaltung für Ortsansässige kippt die Stimmung. Leos Vater bringt weitere Dorfbewohner gegen die Polizei auf und setzt sie unter Druck, Nina Kucher zu verhaften. Tobler gelingt es, Nina und Sven vor der aufgebrachten Menge – mittlerweile direkt an der Berghütte versammelt – zu schützen. Berg wird dabei durch einen Warnschuss verletzt; den Angriff durch Tobler wird er nicht zur Anzeige bringen.

## Hintergrund
Der Film wurde vom 19. September 2023 bis zum 20. Oktober 2023 in Baden-Württemberg gedreht. Die Premiere erfolgte am 27. August 2024 auf dem Festival des deutschen Films in Ludwigshafen am Rhein.

## Rezeption

### Kritiken
„So richtig spannend wird das nicht, (…). Dafür schiebt sich die anschwellende Filmmusik unmittelbar als nervöse Geräuschkulisse vor die Szenen. Dissonanzen im Ort, Wut und Panik im Kopf. Soll das ein Kommentar zum zerrütteten Zustand der Gesellschaft sein? Mit der üblichen Besonnenheit des Schwarzwälder „Tatorts“ hätte sich die Geschichte der schwangeren Totschlägerin jedenfalls in Kurzfilmform lösen lassen. So aber ist der Krimi über 90 Minuten eine schwere Geburt.“

„Regisseurin und Drehbuchautorin Christine Ebelt möchte in ihrem "Tatort"-Debüt der aktuellen Weltlage einen Spiegel vorhalten. Das geht dermaßen schief, wie unser Autor es in der an qualitativ fragwürdigen "Tatorten" nicht gerade armen Geschichte so noch nie gesehen hat.
(...)
Das Ergebnis ist ein Film, der seinen Zuschauern genau zwei Optionen lässt: bestürzt die Hände über dem Kopf zusammenzuschlagen und die Checkliste für den Untergang des Abendlandes um den ARD-Sonntagskrimi zu erweitern. Oder ein Getränk der Wahl zu entkorken und mit dem oder den Lieblingsmenschen darauf zu wetten, welche irre Abzweigung die KI wohl in der nächsten Szene nehmen wird.“

### Einschaltquoten
Die Erstausstrahlung von Die große Angst am 23. März 2025 wurde in Deutschland von 7,35 Millionen Zuschauern gesehen und erreichte einen Marktanteil von 24,6 % für Das Erste.

### Auszeichnungen
Der Film war für den Rheingold-Publikumspreis 2024 beim Festival des deutschen Films in Ludwigshafen nominiert.